# Ciduwet
Ciduwet is een bestuurslaag in het regentschap Brebes van de provincie Midden-Java, Indonesië. Ciduwet telt 4565 inwoners (volkstelling 2010).